# Соловйовське сільське поселення (Борзинський район)
Соловйо́вське сільське поселення (рос. Соловьёвское сельское поселение) — сільське поселення у складі Борзинського району Забайкальського краю Росії.
Адміністративний центр — село Соловйовськ.

## Історія
2013 року було утворено село Малий Соловйовськ шляхом виділення частин із села Соловйовськ.

## Населення
Населення сільського поселення становить 528 осіб (2019; 674 у 2010, 790 у 2002).

## Склад
До складу сільського поселення входять:
| Населений пункт         | Населення, осіб (2002) | Населення, осіб (2010) |
| ----------------------- | ---------------------- | ---------------------- |
| Малий Соловйовськ, село | -                      | -                      |
| Соловйовськ, село       | 790                    | 674                    |